# Liste der Einträge im National Register of Historic Places in Quincy (Massachusetts)

Lage des Norfolk County in Massachusetts

Die Liste der Einträge im National Register of Historic Places in Quincy in Massachusetts führt alle Bauwerke, National Historic Landmarks und Historic Districts in Quincy auf, die in das National Register of Historic Places aufgenommen wurden.
Die vorliegende Liste wurde aufgrund der Vielzahl an Einträgen in Quincy ausgelagert und ist integraler Bestandteil der Liste der Einträge im National Register of Historic Places im Norfolk County.

## Legende
| NRHP | Historic Place    |
| NHL  | Historic Landmark |
| HD   | Historic District |
| NHS  | Historic Site     |

## Aktuelle Einträge
| [ 2 ] | Name                                             | Bild                                            | Eintragsdatum                 | Lage                                                             | Ort    | Beschreibung                    |
| ----- | ------------------------------------------------ | ----------------------------------------------- | ----------------------------- | ---------------------------------------------------------------- | ------ | ------------------------------- |
| 1     | Adams Academy                                    | weitere Bilder                                  | 6. Sep. 1974 ID-Nr. 74000379  | 8 Adams St. 42° 15′ 13″ N, 71° 0′ 23″ W                          | Quincy |                                 |
| 2     | Adams Building                                   | Adams Building                                  | 23. Juni 1983 ID-Nr. 83000593 | 1342-1368 Hancock St.; 1-9 Temple St. 42° 15′ 1″ N, 71° 0′ 11″ W | Quincy |                                 |
| 3     | Adams National Historic Site                     | Adams National Historic Site                    | 15. Okt. 1966 ID-Nr. 66000051 | 135 Adams St. 42° 15′ 47″ N, 71° 0′ 42″ W                        | Quincy |                                 |
| 4     | John Quincy Adams Birthplace                     | weitere Bilder                                  | 15. Okt. 1966 ID-Nr. 66000128 | 141 Franklin St. 42° 14′ 21″ N, 71° 0′ 15″ W                     | Quincy |                                 |
| 5     | John Adams Birthplace                            | weitere Bilder                                  | 15. Okt. 1966 ID-Nr. 66000129 | 133 Franklin St. 42° 14′ 22″ N, 71° 0′ 15″ W                     | Quincy |                                 |
| 6     | Arthur Alden House                               | Arthur Alden House                              | 20. Sep. 1989 ID-Nr. 89001382 | 24 Whitney Rd. 42° 15′ 15″ N, 71° 0′ 18″ W                       | Quincy |                                 |
| 7     | Randolph Bainbridge House                        | Randolph Bainbridge House                       | 20. Sep. 1989 ID-Nr. 89001340 | 133 Grandview Ave. 42° 15′ 40″ N, 71° 1′ 5″ W                    | Quincy |                                 |
| 8     | George A. Barker House                           | George A. Barker House                          | 20. Sep. 1989 ID-Nr. 89001345 | 74 Greenleaf St. 42° 15′ 24″ N, 71° 0′ 16″ W                     | Quincy |                                 |
| 9     | Henry F. Barker House                            | Henry F. Barker House                           | 20. Sep. 1989 ID-Nr. 89001346 | 103 Greenleaf St. 42° 15′ 23″ N, 71° 0′ 15″ W                    | Quincy |                                 |
| 10    | Barnes House                                     | Barnes House                                    | 20. Sep. 1989 ID-Nr. 89001362 | 183 Pine St. 42° 15′ 40″ N, 71° 1′ 45″ W                         | Quincy |                                 |
| 11    | S. H. Barnicoat Monuments                        | S. H. Barnicoat Monuments                       | 20. Sep. 1989 ID-Nr. 89001325 | 114 Columbia St. 42° 14′ 6″ N, 71° 0′ 44″ W                      | Quincy | Nicht mehr existent.            |
| 12    | William R. Bateman House                         | William R. Bateman House                        | 20. Sep. 1989 ID-Nr. 89001359 | 148 Monroe Rd. 42° 15′ 6″ N, 71° 0′ 32″ W                        | Quincy |                                 |
| 13    | Baxter Street Historic District                  | Baxter Street Historic District                 | 20. Sep. 1989 ID-Nr. 89001309 | 19-34 Baxter St. 42° 14′ 58″ N, 70° 59′ 57″ W                    | Quincy |                                 |
| 14    | Baxter-King House                                | Baxter-King House                               | 13. Nov. 1989 ID-Nr. 89001953 | 270 Adams St. 42° 15′ 12″ N, 71° 1′ 0″ W                         | Quincy |                                 |
| 15    | Bethany Congregational Church                    | Bethany Congregational Church                   | 20. Sep. 1989 ID-Nr. 89001374 | 8 Spear St. 42° 15′ 6″ N, 71° 0′ 4″ W                            | Quincy |                                 |
| 16    | Blue Hills Reservation Parkways                  | Blue Hills Reservation Parkways                 | 11. Aug. 2003 ID-Nr. 03000746 | 42° 13′ 34″ N, 71° 4′ 20″ W                                      | Quincy |                                 |
| 17    | Boston Harbor Islands Archeological District     | Boston Harbor Islands Archeological District    | 21. Dez. 1985 ID-Nr. 85003323 | Wird nicht veröffentlicht.                                       | Quincy |                                 |
| 18    | Brown-Hodgkinson House                           | Brown-Hodgkinson House                          | 20. Sep. 1989 ID-Nr. 89001319 | 42 Bicknell St. 42° 15′ 7″ N, 70° 57′ 54″ W                      | Quincy |                                 |
| 19    | Building at 1-7 Moscow Street                    | Building at 1-7 Moscow Street                   | 20. Sep. 1989 ID-Nr. 89001360 | 1-7 Moscow St. 42° 16′ 29″ N, 71° 1′ 40″ W                       | Quincy |                                 |
| 20    | Building at 51 Hunt Street                       | Building at 51 Hunt Street                      | 20. Sep. 1989 ID-Nr. 89001355 | 51 Hunt St. 42° 16′ 39″ N, 71° 1′ 42″ W                          | Quincy |                                 |
| 21    | Charles H. Burgess House                         | Charles H. Burgess House                        | 20. Sep. 1989 ID-Nr. 89001381 | 17 Whitney Rd. 42° 15′ 13″ N, 71° 0′ 18″ W                       | Quincy |                                 |
| 22    | Frank Burgess House                              | Frank Burgess House                             | 20. Sep. 1989 ID-Nr. 89001354 | 355 Highland Ave. 42° 15′ 36″ N, 71° 1′ 23″ W                    | Quincy |                                 |
| 23    | Clarence Burgin House                            | Clarence Burgin House                           | 20. Sep. 1989 ID-Nr. 89001364 | 95 President’s Ln. 42° 15′ 11″ N, 71° 0′ 31″ W                   | Quincy |                                 |
| 24    | Central Fire Station                             | Central Fire Station                            | 20. Sep. 1989 ID-Nr. 89001371 | 26 Quincy Ave. 42° 14′ 40″ N, 70° 59′ 57″ W                      | Quincy |                                 |
| 25    | Chickatawbut Observation Tower                   | Chickatawbut Observation Tower                  | 25. Sep. 1980 ID-Nr. 80000652 | Chickatawbut Rd. 42° 13′ 30″ N, 71° 3′ 41″ W                     | Quincy |                                 |
| 26    | Christ Church                                    | Christ Church                                   | 20. Sep. 1989 ID-Nr. 89001369 | 14 Quincy St. 42° 14′ 43″ N, 70° 59′ 59″ W                       | Quincy |                                 |
| 27    | Christ Church Burial Ground                      | Christ Church Burial Ground                     | 20. Sep. 1989 ID-Nr. 89001372 | 54–60 School St. 42° 14′ 39″ N, 71° 0′ 9″ W                      | Quincy |                                 |
| 28    | Coddington School                                | weitere Bilder                                  | 20. Sep. 1989 ID-Nr. 89001323 | 26-44 Coddington St. 42° 15′ 8″ N, 71° 0′ 9″ W                   | Quincy |                                 |
| 29    | Cranch School                                    | weitere Bilder                                  | 5. Juli 1984 ID-Nr. 84002872  | 270 Whitwell St. 42° 14′ 57″ N, 71° 0′ 36″ W                     | Quincy |                                 |
| 30    | Frank W. Crane House                             | Frank W. Crane House                            | 20. Sep. 1989 ID-Nr. 89001312 | 11 Avon Way 42° 15′ 3″ N, 71° 0′ 29″ W                           | Quincy |                                 |
| 31    | Thomas Crane Public Library                      | weitere Bilder                                  | 18. Okt. 1972 ID-Nr. 72000143 | 40 Washington St. 42° 15′ 6″ N, 71° 0′ 5″ W                      | Quincy |                                 |
| 32    | Noah Curtis House                                | Noah Curtis House                               | 20. Sep. 1989 ID-Nr. 89001335 | 313 Franklin St. 42° 14′ 2″ N, 71° 0′ 1″ W                       | Quincy |                                 |
| 33    | Thomas Curtis House                              | Thomas Curtis House                             | 20. Sep. 1989 ID-Nr. 89001334 | 279 Franklin St. 42° 14′ 6″ N, 71° 0′ 1,2″ W                     | Quincy |                                 |
| 34    | Dr. Frank Davis House                            | Dr. Frank Davis House                           | 20. Sep. 1989 ID-Nr. 89001330 | 25 Elm St. 42° 14′ 48″ N, 70° 59′ 57″ W                          | Quincy |                                 |
| 35    | Russell M. Dicey House                           | Russell M. Dicey House                          | 20. Sep. 1989 ID-Nr. 89001363 | 56 Pope St. 42° 16′ 12″ N, 71° 2′ 14″ W                          | Quincy |                                 |
| 36    | Solon Dogget House                               | Solon Dogget House                              | 20. Sep. 1989 ID-Nr. 89001379 | 50 Union St. 42° 14′ 56″ N, 70° 59′ 52″ W                        | Quincy |                                 |
| 37    | Dorothy Q Apartments                             | Dorothy Q Apartments                            | 20. Sep. 1989 ID-Nr. 89001322 | 36 Butler Rd. 42° 15′ 29″ N, 71° 0′ 26″ W                        | Quincy |                                 |
| 38    | Elks Building                                    | Elks Building                                   | 20. Sep. 1989 ID-Nr. 89001348 | 1218-1222 Hancock St. 42° 15′ 9″ N, 71° 0′ 17″ W                 | Quincy |                                 |
| 39    | Faxon House                                      | Faxon House                                     | 20. Sep. 1989 ID-Nr. 89001310 | 310 Adams St. 42° 15′ 11″ N, 71° 1′ 2″ W                         | Quincy |                                 |
| 40    | First Baptist Church of Wollaston                | First Baptist Church of Wollaston               | 20. Sep. 1989 ID-Nr. 89001380 | 187 Warren Ave. 42° 15′ 37″ N, 71° 1′ 15″ W                      | Quincy |                                 |
| 41    | Forbes Hill Standpipe                            | Forbes Hill Standpipe                           | 18. Jan. 1990 ID-Nr. 89002252 | Reservoir Rd. 42° 15′ 27″ N, 71° 1′ 42″ W                        | Quincy |                                 |
| 42    | Fore River Club House                            | Fore River Club House                           | 20. Sep. 1989 ID-Nr. 89001333 | Follett und Beechwood Sts. 42° 15′ 1″ N, 70° 58′ 44″ W           | Quincy |                                 |
| 43    | Furnace Brook Parkway                            | Furnace Brook Parkway                           | 18. März 2004 ID-Nr. 04000248 | Furnace Brook Parkway 42° 14′ 59″ N, 71° 1′ 18″ W                | Quincy |                                 |
| 44    | Glover House                                     | Glover House                                    | 20. Sep. 1989 ID-Nr. 89001328 | 249 E. Squantum St. 42° 17′ 0″ N, 71° 1′ 29″ W                   | Quincy |                                 |
| 45    | Granite Trust Company                            | Granite Trust Company                           | 20. Sep. 1989 ID-Nr. 89001351 | 1400 Hancock St. 42° 14′ 58″ N, 71° 0′ 10″ W                     | Quincy |                                 |
| 46    | John Halloran House                              | John Halloran House                             | 20. Sep. 1989 ID-Nr. 89001327 | 99 E. Squantum St. 42° 16′ 44″ N, 71° 1′ 36″ W                   | Quincy |                                 |
| 47    | Hancock Cemetery                                 | Hancock Cemetery                                | 28. Jan. 1982 ID-Nr. 82004421 | Hancock St. in Quincy Sq. 42° 15′ 2″ N, 70° 59′ 46″ W            | Quincy |                                 |
| 48    | Hardwick House                                   | Hardwick House                                  | 20. Sep. 1989 ID-Nr. 89001376 | 59-61 Spear St. 42° 15′ 6″ N, 71° 0′ 4″ W                        | Quincy |                                 |
| 49    | House at 105 President’s Lane                    | House at 105 President’s Lane                   | 20. Sep. 1989 ID-Nr. 89001365 | 105 President’s Ln. 42° 15′ 11″ N, 71° 0′ 30″ W                  | Quincy |                                 |
| 50    | House at 15 Gilmore Street                       | House at 15 Gilmore Street                      | 20. Sep. 1989 ID-Nr. 89001336 | 15 Gilmore St. 42° 15′ 32″ N, 71° 0′ 38″ W                       | Quincy |                                 |
| 51    | House at 20 Sterling Street                      | House at 20 Sterling Street                     | 20. Sep. 1989 ID-Nr. 89001377 | 20 Sterling St. 42° 16′ 18″ N, 71° 2′ 12″ W                      | Quincy |                                 |
| 52    | House at 23-25 Prout Street                      | House at 23-25 Prout Street                     | 20. Sep. 1989 ID-Nr. 89001367 | 23-25 Prout St. 42° 14′ 37″ N, 71° 0′ 56″ W                      | Quincy |                                 |
| 53    | House at 25 High School Avenue                   | House at 25 High School Avenue                  | 20. Sep. 1989 ID-Nr. 89001352 | 25 High School Ave. 42° 14′ 43″ N, 70° 59′ 58″ W                 | Quincy |                                 |
| 54    | House at 32 Bayview Avenue                       | House at 32 Bayview Avenue                      | 20. Sep. 1989 ID-Nr. 89001314 | 32 Bayview Ave. 42° 16′ 17″ N, 70° 57′ 2″ W                      | Quincy |                                 |
| 55    | House at 92 Willard Street                       | House at 92 Willard Street                      | 20. Sep. 1989 ID-Nr. 89001383 | 92 Willard St. 42° 15′ 7″ N, 71° 2′ 13″ W                        | Quincy |                                 |
| 56    | House at 94 Grandview Avenue                     | House at 94 Grandview Avenue                    | 20. Sep. 1989 ID-Nr. 89001339 | 94 Grandview Ave. 42° 15′ 46″ N, 71° 1′ 8″ W                     | Quincy |                                 |
| 57    | David L. Jewell House                            | David L. Jewell House                           | 20. Sep. 1989 ID-Nr. 89001338 | 48 Grandview Ave. 42° 15′ 50″ N, 71° 1′ 11″ W                    | Quincy |                                 |
| 58    | Edward J. Lennon House                           | Edward J. Lennon House                          | 20. Sep. 1989 ID-Nr. 89001378 | 53 Taber St. 42° 14′ 12″ N, 71° 0′ 41″ W                         | Quincy |                                 |
| 59    | Lyon’s Turning Mill                              | Lyon’s Turning Mill                             | 25. Sep. 1980 ID-Nr. 80000656 | Ricciuti Dr. 42° 14′ 37,3″ N, 71° 2′ 52,1″ W                     | Quincy |                                 |
| 60    | Charles Marsh House                              | Charles Marsh House                             | 20. Sep. 1989 ID-Nr. 89001366 | 248 President’s Ln. 42° 14′ 55″ N, 71° 0′ 18″ W                  | Quincy | Nicht mehr existent.            |
| 61    | Edwin W. Marsh House                             | Edwin W. Marsh House                            | 20. Sep. 1989 ID-Nr. 89001356 | 17 Marsh St. 42° 14′ 35″ N, 71° 0′ 22″ W                         | Quincy |                                 |
| 62    | Masonic Temple                                   | Masonic Temple                                  | 13. Nov. 1989 ID-Nr. 89001952 | 1156 Hancock St. 42° 15′ 12″ N, 71° 0′ 18″ W                     | Quincy |                                 |
| 63    | Massachusetts Fields School                      | Massachusetts Fields School                     | 13. Nov. 1990 ID-Nr. 88000960 | Rawson Rd. und Beach St. 42° 16′ 19″ N, 71° 1′ 0″ W              | Quincy |                                 |
| 64    | Massachusetts Hornfels-Braintree Slate Quarry    | Massachusetts Hornfels-Braintree Slate Quarry   | 25. Sep. 1980 ID-Nr. 80000653 | Wird nicht veröffentlicht.                                       | Quincy | Erstreckt sich bis nach Milton. |
| 65    | Herman McIntire House                            | Herman McIntire House                           | 20. Sep. 1989 ID-Nr. 89001326 | 55 Dixwell Ave. 42° 15′ 1″ N, 71° 0′ 33″ W                       | Quincy |                                 |
| 66    | Edward Miller House                              | Edward Miller House                             | 8. März 1990 ID-Nr. 89001358  | 36 Miller Stile Rd. 42° 14′ 59″ N, 70° 59′ 59″ W                 | Quincy |                                 |
| 67    | Moswetuset Hummock                               | Moswetuset Hummock                              | 1. Juli 1970 ID-Nr. 70000094  | Squantum St. 42° 17′ 22″ N, 71° 1′ 18″ W                         | Quincy |                                 |
| 68    | Mount Wollaston Cemetery                         | Mount Wollaston Cemetery                        | 18. Feb. 1994 ID-Nr. 94000035 | 20 Sea St. 42° 15′ 31″ N, 70° 59′ 56″ W                          | Quincy |                                 |
| 69    | Munroe Building                                  | Munroe Building                                 | 20. Sep. 1989 ID-Nr. 89001349 | 1227-1259 Hancock St. 42° 15′ 8″ N, 71° 0′ 18″ W                 | Quincy |                                 |
| 70    | John R. Nelson House                             | John R. Nelson House                            | 20. Sep. 1989 ID-Nr. 89001321 | 4 Brunswick St. 42° 17′ 52″ N, 71° 0′ 32″ W                      | Quincy |                                 |
| 71    | New England Telephone Building                   | New England Telephone Building                  | 20. Sep. 1989 ID-Nr. 89001357 | 10 Merrymount Rd. 42° 15′ 23″ N, 71° 0′ 26″ W                    | Quincy |                                 |
| 72    | Newcomb Place                                    | Newcomb Place                                   | 20. Sep. 1989 ID-Nr. 89001368 | 109 Putnam St. 42° 15′ 25″ N, 71° 0′ 19″ W                       | Quincy |                                 |
| 73    | Nightengale House                                | Nightengale House                               | 20. Sep. 1989 ID-Nr. 89001370 | 24 Quincy St. 42° 14′ 32″ N, 71° 0′ 23″ W                        | Quincy |                                 |
| 74    | Solomon Nightengale House                        | Solomon Nightengale House                       | 20. Sep. 1989 ID-Nr. 89001342 | 429 Granite St. 42° 14′ 43″ N, 71° 0′ 19″ W                      | Quincy | Nicht mehr existent.            |
| 75    | J. Martin Nowland House                          | J. Martin Nowland House                         | 20. Sep. 1989 ID-Nr. 89001329 | 31 Edgemere Rd. 42° 15′ 22″ N, 71° 0′ 13″ W                      | Quincy |                                 |
| 76    | C. F. Pettengill House                           | C. F. Pettengill House                          | 13. Nov. 1989 ID-Nr. 89001951 | 53 Revere Rd. 42° 14′ 52″ N, 71° 0′ 2″ W                         | Quincy |                                 |
| 77    | Pinkham House                                    | Pinkham House                                   | 20. Sep. 1989 ID-Nr. 89001384 | 79 Winthrop Ave. 42° 15′ 40″ N, 71° 1′ 11″ W                     | Quincy |                                 |
| 78    | Pratt-Faxon House                                | Pratt-Faxon House                               | 20. Sep. 1989 ID-Nr. 89001331 | 75 Faxon Ln. 42° 14′ 30″ N, 70° 59′ 51″ W                        | Quincy |                                 |
| 79    | Quincy Electric Light and Power Company Station  | Quincy Electric Light and Power Company Station | 20. Sep. 1989 ID-Nr. 89001332 | 76 Field St. 42° 15′ 16″ N, 70° 59′ 31″ W                        | Quincy |                                 |
| 80    | Quincy Granite Railway                           | weitere Bilder                                  | 15. Okt. 1973 ID-Nr. 73000309 | Bunker Hill Lane 42° 14′ 23″ N, 71° 1′ 57″ W                     | Quincy |                                 |
| 81    | Quincy Granite Railway Incline                   | weitere Bilder                                  | 19. Juni 1973 ID-Nr. 73000310 | Mullin Ave. 42° 14′ 43″ N, 71° 2′ 14″ W                          | Quincy |                                 |
| 82    | Quincy Homestead                                 | weitere Bilder                                  | 1. Juli 1970 ID-Nr. 70000095  | 34 Butler Road 42° 15′ 28″ N, 71° 0′ 28″ W                       | Quincy |                                 |
| 83    | Quincy Point Fire Station                        | Quincy Point Fire Station                       | 18. Feb. 1994 ID-Nr. 93000347 | 615 Washington St. 42° 14′ 46″ N, 70° 58′ 37″ W                  | Quincy |                                 |
| 84    | Quincy Police Station                            | Quincy Police Station                           | 8. März 1990 ID-Nr. 89001373  | 442 Southern Artery 42° 15′ 21″ N, 70° 59′ 47″ W                 | Quincy |                                 |
| 85    | Quincy Savings Bank                              | Quincy Savings Bank                             | 20. Sep. 1989 ID-Nr. 89001350 | 1370 Hancock St. 42° 15′ 0″ N, 71° 0′ 9″ W                       | Quincy |                                 |
| 86    | Quincy School                                    | Quincy School                                   | 23. Juni 1983 ID-Nr. 83000599 | 94 Newbury Ave. 42° 16′ 50″ N, 71° 1′ 44″ W                      | Quincy |                                 |
| 87    | Quincy Shore Drive                               | Quincy Shore Drive                              | 23. Juni 2003 ID-Nr. 03000575 | Quincy Shore Drive 42° 16′ 35″ N, 71° 1′ 4″ W                    | Quincy |                                 |
| 88    | Quincy Town Hall                                 | Quincy Town Hall                                | 11. Jan. 1980 ID-Nr. 80000649 | 1305 Hancock St. 42° 15′ 3″ N, 71° 0′ 15″ W                      | Quincy |                                 |
| 89    | Quincy Water Company Pumping Station             | Quincy Water Company Pumping Station            | 20. Sep. 1989 ID-Nr. 89001361 | 106 Penn St. 42° 14′ 9″ N, 71° 0′ 27″ W                          | Quincy | Nicht mehr existent.            |
| 90    | Josiah Quincy House                              | Josiah Quincy House                             | 28. Mai 1976 ID-Nr. 76000285  | 20 Muirhead St. 42° 16′ 18″ N, 71° 0′ 56″ W                      | Quincy |                                 |
| 91    | Jonathan Dexter Record House                     | Jonathan Dexter Record House                    | 20. Sep. 1989 ID-Nr. 89001337 | 39-41 Grandview Ave. 42° 15′ 50″ N, 71° 1′ 13″ W                 | Quincy |                                 |
| 92    | Timothy Reed House                               | Timothy Reed House                              | 20. Sep. 1989 ID-Nr. 89001311 | 284 Adams St. 42° 15′ 13″ N, 71° 1′ 1″ W                         | Quincy |                                 |
| 93    | Alfred H. Richards House                         | Alfred H. Richards House                        | 20. Sep. 1989 ID-Nr. 89001353 | 354 Highland Ave. 42° 15′ 37″ N, 71° 1′ 17″ W                    | Quincy |                                 |
| 94    | Salem Lutheran Church                            | Salem Lutheran Church                           | 20. Sep. 1989 ID-Nr. 89001341 | 199 Granite St. 42° 14′ 41″ N, 71° 0′ 30,8″ W                    | Quincy | Heute „Faith Lutheran Church“.  |
| 95    | George A. Sidelinger House                       | George A. Sidelinger House                      | 20. Sep. 1989 ID-Nr. 89001313 | 19 Avon Way 42° 15′ 2″ N, 71° 0′ 30″ W                           | Quincy |                                 |
| 96    | A. C. Smith & Co. Gas Station                    | A. C. Smith & Co. Gas Station                   | 23. Feb. 1994 ID-Nr. 94000036 | 117 Beale St. 42° 15′ 54″ N, 71° 1′ 16″ W                        | Quincy |                                 |
| 97    | South Junior High School                         | South Junior High School                        | 20. Sep. 1989 ID-Nr. 89001343 | 444 Granite St. 42° 14′ 24″ N, 71° 0′ 59″ W                      | Quincy |                                 |
| 98    | Seth Spear Homestead                             | Seth Spear Homestead                            | 20. Sep. 1989 ID-Nr. 89001375 | 47-49 Spear St. 42° 15′ 6″ N, 71° 0′ 5″ W                        | Quincy |                                 |
| 99    | United First Parish Church (Unitarian) of Quincy | weitere Bilder                                  | 30. Dez. 1970 ID-Nr. 70000734 | 1266 Hancock St. 42° 15′ 4″ N, 71° 0′ 13″ W                      | Quincy |                                 |
| 100   | US Post Office-Quincy Main                       | weitere Bilder                                  | 23. Mai 1986 ID-Nr. 86001217  | 47 Washington St. 42° 15′ 3″ N, 71° 0′ 8″ W                      | Quincy |                                 |
| 101   | Charles E. White House                           | Charles E. White House                          | 20. Sep. 1989 ID-Nr. 89001320 | 101 Billings Rd. 42° 16′ 28″ N, 71° 1′ 24″ W                     | Quincy |                                 |
| 102   | Winfield House                                   | Winfield House                                  | 20. Sep. 1989 ID-Nr. 89001347 | 853 Hancock St. 42° 15′ 43″ N, 71° 0′ 47″ W                      | Quincy | Nicht mehr existent.            |
| 103   | John Winthrop, Jr. Iron Furnace Site             | John Winthrop, Jr. Iron Furnace Site            | 20. Sep. 1977 ID-Nr. 77000192 | 61 Crescent St. 42° 14′ 44,8″ N, 71° 1′ 37,5″ W                  | Quincy |                                 |
| 104   | Thomas Crane Public Library                      | Thomas Crane Public Library                     | 20. Sep. 1989 ID-Nr. 89001316 | 41 Beale St. 42° 16′ 0″ N, 71° 1′ 6″ W                           | Quincy |                                 |
| 105   | Wollaston Congregational Church                  | Wollaston Congregational Church                 | 5. Dez. 2008 ID-Nr. 08001128  | 47-57 Lincoln Ave. 42° 15′ 45,7″ N, 71° 1′ 12″ W                 | Quincy |                                 |
| 106   | Wollaston Fire Station                           | Wollaston Fire Station                          | 20. Sep. 1989 ID-Nr. 89001317 | 111 Beale St. 42° 15′ 34″ N, 71° 0′ 45″ W                        | Quincy |                                 |
| 107   | Wollaston Theatre                                | Wollaston Theatre                               | 20. Sep. 1989 ID-Nr. 89001315 | 14 Beale St. 42° 16′ 3″ N, 71° 1′ 0″ W                           | Quincy |                                 |
| 108   | Wollaston Unitarian Church                       | Wollaston Unitarian Church                      | 20. Sep. 1989 ID-Nr. 89001318 | 155 Beale St. 42° 15′ 51″ N, 71° 1′ 20″ W                        | Quincy |                                 |
| 109   | Woodward Institute                               | weitere Bilder                                  | 13. Nov. 1989 ID-Nr. 89001954 | 1098 Hancock St. 42° 15′ 17″ N, 71° 0′ 23″ W                     | Quincy |                                 |